# 渭南号导弹驱逐舰
“渭南”号导弹驱逐舰（舷号166）简称“渭南”舰，是052D型导弹驱逐舰三十号舰，现服役于中国人民解放军海军南部战区海军驱逐舰第二支队。此舰乃是052D型导弹驱逐舰加长版的第十七艘，也是“驱二支”所接收的第六艘052D型导弹驱逐舰。“渭南”舰由江南造船负责建造，与052D第三批次相比，其最大的改进之处就在于换装新型有源相控阵雷达和增设双波段探测能力，显著提升了对反隐形目标和超低空突防目标的拦截效率。‌‌

## 服役活动
2025年4月初，南部战区海军组织多艘舰艇奔赴南海某海域，开展高强度、实战化全训考核，编队包括2艘055型106号“延安”舰、108号“咸阳”舰，2艘052D型166号“渭南”舰、175号“银川”舰。